# علم مير
علم مير هو مصارع رياضي أفغاني، ولد في 1944.

## وصلات خارجية
- علم مير على موقع أوليمبيديا (الإنجليزية)